# 上海市立博物館

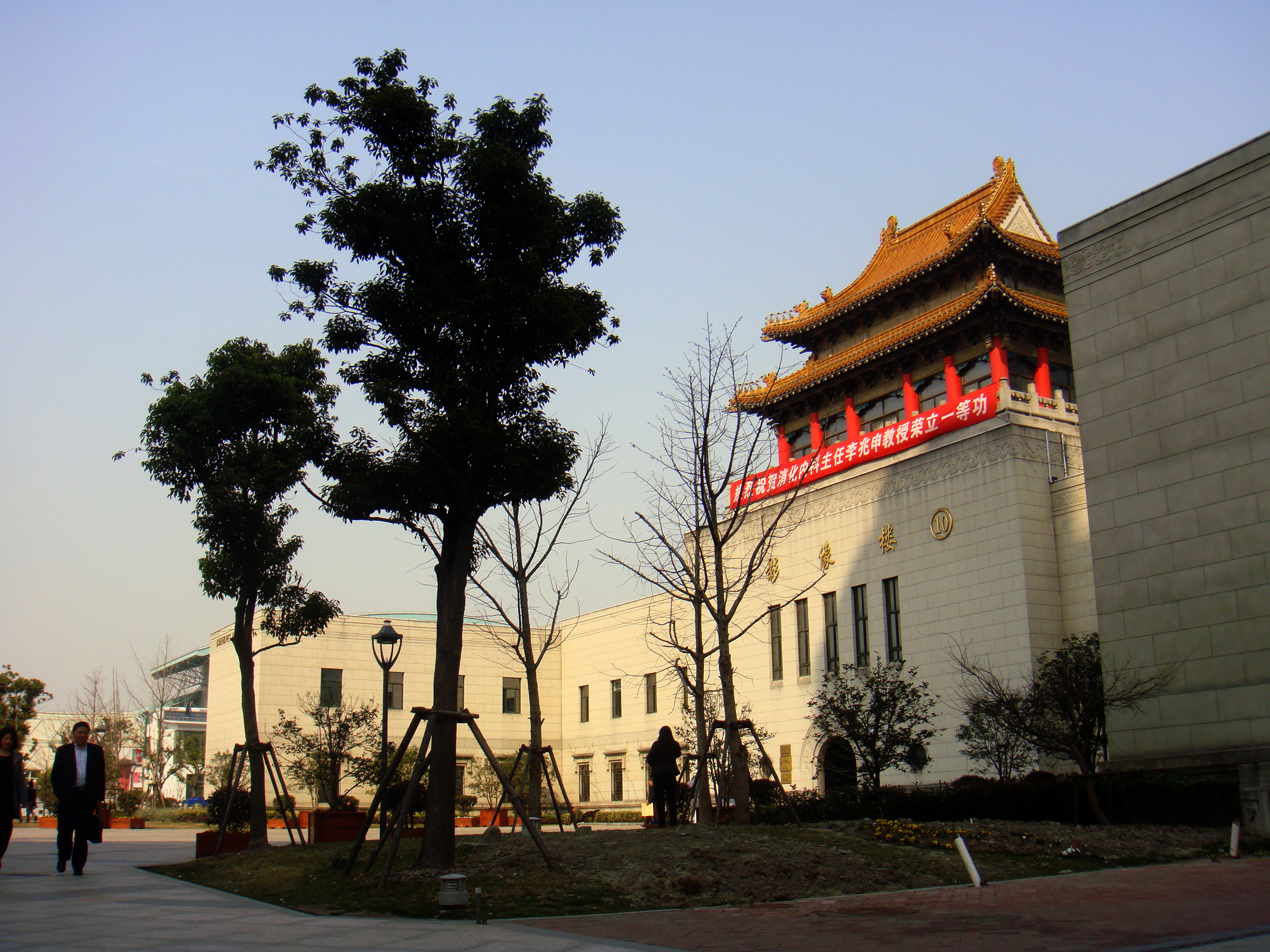
上海市立博物館

上海市立博物館（しゃんはいしりつはくぶつかん）は、1933年に設立され、1937年1月に開館した博物館である。第二次上海事変により、上海市立博物館は八年間、閉館されていたが、1946年に再開された。1949年6月、上海市立博物館は上海市歴史博物館に改名され、その後は上海博物館準備委員会に統合された。
博物館の建築は大上海計画の中核施設であり、1936年に完成した。